# 张存惠
張存惠（?—?），字魏卿，金朝平陽（今山西臨汾）人。
生平不詳。精於天文曆算，有室名曰晦明軒，曾刊刻多部典籍。淳祐九年（1249年，蒙古定宗四年），张存惠将寇宗奭的《本草衍义》散入《证类本草》之中，称作《重修政和经史证类备用本草》。餘事不詳。